# ARM946E-S
Az ARM946E-S egy ARM által gyártott SoC (system-on-a-chip), amely ARM9E-S típusú 32 bites processzormagot tartalmaz, az ARM utasításkészlet-architektúra (ISA) 5TE verzióját valósítja meg, DSP lehetőségekkel kiegészítve. Az ARM definíciója szerint ez egy szintetizálható makrocella, ami a processzor mellett adat- és utasítás-cachet tartalmaz – Harvard architektúrájú cachelt processzor –, szorosan csatolt adat és program SRAM memóriával és ezek memóriavédelmi mechanizmusával rendelkezik, valamint nagyteljesítményű belső busszal (AMBA AHB). Az ARM9E-S Thumb család tagja. Előnye, hogy egycsipes DSP mikrokontroller megoldást kínál, 60 MIPS-től 400 MIPS-ig terjedő teljesítménnyel.

## Alkalmazásai
- RTOS-t futtató beágyazott alkalmazások
- Háttértárolók: HDD, DVD
- Beszédkódoló-dekódolók
- Hálózati alkalmazások: G.723.1 for voice-over IP
- Autóipari vezérlőberendezések
  - Motorvezérlés ellenőrző rendszerek, ABS, stb.
  - Nem-manuális vezérlésű rendszerek
- Modemek
- Audio-dekódolók
  - Dolby AC3 Digital
  - MPEG MP3 audio
- Beszédfelismerés és -szintézis
- Canon fényképezőgépek kép és videó feldolgozás (DIGIC (I, II, III, 4, 5, 6) processzorok)

## Jellemzői
- 32/16 bites RISC architektúra
- 32 bites ARM utasításkészlet
- 16 bites Thumb utasításkészlet
- Memory Protection Unit (MPU) támogat minden jelentős RTOS-t: Vxworks, pSOS
- Utasítás és adat TCM (Tightly Coupled Memory) felület
- AMBA (Advanced Microprocessor Bus Architecture) AHB (Advanced High-performance Bus) csatlakozó, külön 32 bites címbusz és 32 bites adatbusz
- Lebegőpontos támogatás a szabadon választható VFP9-S koprocesszorral
- EmbeddedICE-RT logika valós idejű hibakeresés
- Visszafelé kompatibilis az ARM7 Thumb és a StrongARM processzorcsaláddal
- Széles körű szoftver-, fejlesztőkönyvtár, operációs rendszer támogatás.
- ARM-Synopsys Reference Methodology: megkönnyíti az ARM livencelőknek az egyedi igények szerinti kontrollerek tervezését.
- Szabadon választható MOVE Coprocessor – videókódolás-gyorsító koprocesszor

Ezt a processzort használják még a Nintendo DS kézi játékkonzol főprocesszorának 66 MHz-en.